# PKP řada Ty45

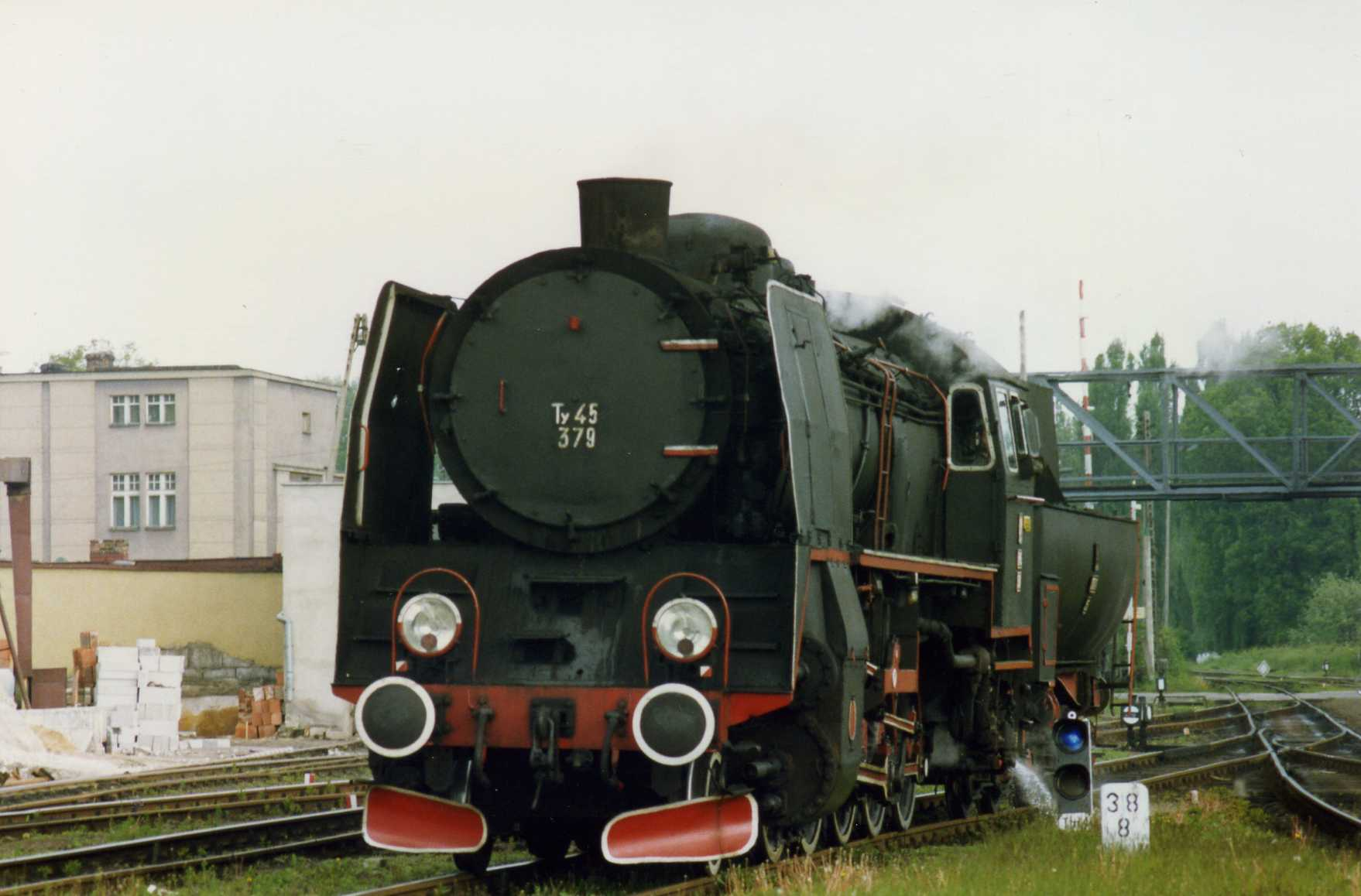
Lokomotiva Ty45-379

Ty45 je polská parní lokomotiva, vyráběná v letech 1946 až 1951 v továrně Fablok (polsky Pierwsza Fabryka Lokomotyw w Polsce Sp. Akc.), v Chrzanově. Lokomotivy tohoto typu byly používány především k přepravě zboží při výrobě a zpracování uhlí. Bylo vyrobeno asi 448 kusů.